# Вайвай (язык)
Вайвай (Ouayeone, Uoiauai, Parukota, Uaieue, Uaiuai, Waiwai) — язык, на котором говорят  около 2230 (2006 г.) человек в Бразилии (деревни Пара и Рорайма), Гайане и Южном Суринаме. Относится к карибской языковой семье.
Вайвай имеет диалект катавиан, который был включён в список как отдельный язык [Вугелин, 1977].

## Генетическая информация
Язык вайвай относится к вайвайской группе гвианской ветви карибской языковой семьи.

## Социолингвистическая информация
Практически все носители являются двуязычными (владеют также английским, португальским или нидерландским).
В [Hawkins, 1998: 25] утверждается, что вайвай продолжает усваиваться детьми и многие молодые люди прекрасно на нём читают и пишут, а также, что число носителей увеличивается.

## Типологическая характеристика

### Тип выражения грамматических значений
Вайвай является синтетическим языком.
[Hawkins, 1998: 28]

K-enw-o

1S.2O-see-TP

«I saw you.»
Но некоторые значения выражаются частицами, а также если субъект и объект не местоимения, то они тоже выражены отдельными словами, а не аффиксами при глаголе.
Xir̂ko w-een̂-a-sî

stars 1S-look-SF-INP

«I am looking at the stars.»
Ow marha w-Ø-een̂-a-sî

1PRO also 1S-3O-look-SF-INP

«I am looking at them.»

### Характер границ между морфемами
Преимущественно агглютинативный характер границ между морфемами. В зависимости от слоговой структуры может появляться или исчезать î, а также происходят некоторые другие чередования.
M-eras-wa?

2S-afraid-VSF.INGR.UNP

«Are you afraid?»
M-erah-tîm?

2S-afraid-VSF.INGR.TP

«Were you afraid (today)?»

### Локус маркирования

#### В посессивной именной группе
В посессивной именной группе маркирование вершинное как для местоимений, так и для полных именных групп.
Kari-tî mîkro Caan y-akno

strong-NOMZR 3PRO John GEN-brother

«John’s brother is strong.»
Oy-ok pen n̂-eska kamara

1POSR-animal pity 3S-bite.TP wildcat

«The wildcat bit my pet.»

#### В предикации
В предикации также наблюдается вершинное маркирование.
Xapari yî-m-hoka-kî

dog 3-tie-CESS-2IMP

«Untie the dog (make him cease to be tied)!»

### Тип ролевой кодировки в предикации
В вайвае трёхчастная модель ролевой кодировки, что видно из согласовательных префиксов следующих примеров:
Kî-wînîk-ya-sî

1S-sleep-SF-INP

«I am going to sleep.»
W-Ø-ahsî-ya-sî

1S-3O-hold-SF-INP

«I am holding it.»
Oy-Ø-enw-o okwe

1O-3S-see-TP alas

«He saw me, alas.»

### Базовый порядок слов
Нормальная позиция объекта — перед глаголом, позиция подлежащего не фиксирована [Hawkins, 1998: 27].
Oy-ok pen n̂-eska kamara

1POSR-animal pity 3S-bite.TP widcat

«The wildcat bit my pet.»
Kanawa y-anka-xi kî-wc-e-sî

canoe GEN-spread.open-PM 1S-go-SF-INP

«I will go to spread open the canoe.»

## Интересные факты
- В языке вайвай существуют частицы, выражающие отношение говорящего к ситуации. В приведённых выше примерах можно увидеть частицы со значениями «жаль» (pen) и «увы» (okwe). В нижеследующем примере можно наблюдать частицу со значением «ай» (oko).

K-et-ama oko yawaka ke

1S-DETRANS-slash.TP PAIN axe by.means.of

«I slashed myself, ouch, with an axe.»
- Также представляет интерес наличие суффикса цессатива, образующего от глаголов (преимущественно переходных [Hawkins, 1998: 116—117]) со значением X глаголы со значением «перестать X»:

K-ex-ponk-e-sî tak okwe

1S-be-CESS-SF-INP CHANGE alas

«I will die (cease to exist), alas.»

## Список сокращений
TP — temporal case

S — subject

O -object

SF — stem formative

INP — involved mode of non-past tense

PRO — pronoun

VSF — verbal stem formative

INGR — ingressive

UNP — uninvolved mode of non-past tense

NOMZR — nominalizer

GEN — genitive case marker

POSR — possessor

pity — pity for person or animal

CESS — cessative

IMP — static imperative

alas — alas

DETRANS — detransitivizer

PAIN — interjection of pain

CHANGE — change

1, 2, 3 — показатели лица

PM — purpose of motion